# Khoratpithecus ayeyarwadyensis
Khoratpithecus ayeyarwadyensis é uma das três espécies de Khoratpithecus. Viveu durante o Mioceno em Mianmar.